# ゴジータ
ゴジータは、鳥山明の漫画『ドラゴンボール』を原作とした劇場アニメ『ドラゴンボールZ 復活のフュージョン!!悟空とベジータ』、『ドラゴンボール超 ブロリー』、テレビアニメ『ドラゴンボールGT』に登場する架空のキャラクター。原作の漫画には登場しない。
本項では、フュージョンをして失敗した姿のベクウについても触れる。

## 人物像
孫悟空とベジータの2人がフュージョンをしたことにより誕生した融合戦士。劇中での声は悟空役の野沢雅子とベジータ役の堀川亮（現：堀川りょう）が2人同時に喋る。一人称は「オレ」。
サイヤ人同士の融合なので、見た目にはそれほどの変化はない。身につけている服は、同じ融合戦士のゴテンクスと同様にメタモル星人の民族衣装である。劇場版第15作『ドラゴンボールZ 復活のフュージョン!!悟空とベジータ』と『ドラゴンボールGT』では肩の輪っかや襟はオレンジ、帯の色は青、ズボンの色は白だが『ドラゴンボール超 ブロリー』では肩の輪っかや襟は黄色になり、帯と靴の紐の色が青藍色、ズボンの色が薄い灰色になっている。
名前の由来は悟空とベジータの2人の名前を合わせたものである。
「オレは悟空でもベジータでもない、オレはキサマを倒す者だ!!」という決め台詞は、劇場版第15作『ドラゴンボールZ 復活のフュージョン!!悟空とベジータ』、『ドラゴンボールGT』第60話の登場シーンで使われている。
『Vジャンプ 2004年7月号』「DRAGON BALL魂」のコーナーの『ドラゴンボールZ3』特集（掲載画像は超サイヤ人ゴジータ）では「推定戦闘力25億以上」と書かれている。

## 作中での活躍

### 劇場版
閻魔大王の救出に向かった悟空とあの世の混乱で復活したベジータの2人が圧倒的な強さを誇るジャネンバを倒すためにフュージョンをした姿。原作でポタラの力によって同じ2人が合体した姿のベジットは、表面的には挑発的で傲慢な性格を装うも、内心では魔人ブウに吸収された仲間の救出を遂行するための策士であったのに対し、ゴジータは寡黙で冷静沈着な性格という印象を与えるが、ジャネンバという殻が消滅し、元の姿に戻ったサイケ鬼がゴジータの姿を見て怯えて逃げ出す姿を見て微笑むなど、決して無愛想というわけではない。本作では2人がフュージョンをすることに成功した際は、すでに超サイヤ人に変身していた。
その直前に、2人がフュージョンに失敗した（ベジータがポーズを間違えたため）姿の「ベクウ」も登場した。命名は南の界王によるもので本人は「ゴジータ」と名乗っている。この時の姿は小柄で肥満体である。劇中ではよくこけたり、よく転がったりしていた。ベクウは自信過剰な性格だが、あくまで不完全な融合であり、戦闘力を発揮することはできなかった。しかし、ジャネンバの攻撃を予測できないマヌケな動きでなんとか30分間耐え切り、元の2人に分離することに成功する。その後、パイクーハンが悟空たちがフュージョンを成功させるための時間を稼いでいる間に2人は再度フュージョンをして遂に成功させ、超サイヤ人3に変身した悟空でも全くかなわなかったジャネンバを視覚では捉えられないほどの強力な拳打と蹴技で圧倒し、とどめは虹色に輝くエネルギー球から生成された眩い光で瞬く間に撃破する。ジャネンバは無数の光の粒子となって消滅する際に、渾身の力を込めたパンチをゴジータの顔面に当てるが、ゴジータは眉一つ動かさず受け止めるなど圧倒的な強さを見せ付けた。
2018年公開の映画『ドラゴンボール超 ブロリー』にも登場。劇場版としては23年ぶりの再登場となる。今作では『復活のフュージョン!!』には登場しなかった黒髪の平常時の姿と、超サイヤ人の進化形態である青髪の超サイヤ人ブルーに変身した姿の2形態のゴジータが登場する。
ブロリーとの戦いで超サイヤ人ブルーに変身しても勝てないと判断した悟空は、ブロリーの標的が自分たちからフリーザに変わった隙に、ベジータを連れ瞬間移動を使用してピッコロのもとへ戦線離脱する。2人はピッコロからフュージョンを指導され、ポーズに2回失敗し3回目で成功させた。
フュージョンが成功するとピッコロから名前を聞かれ、「確かに名前があったほうがかっこいいかも」と熟考した末「ポタラの時はベジットだったから、ゴジータだ!」と名乗り、瞬間移動で1時間ほど時間稼ぎをしてくれたフリーザのもとに赴いた。
その直後に瞬間移動でブロリーのもとに戻り、少しだけ時間稼ぎをしてくれたウイスに代わり最終決戦を挑む。この戦闘ではすぐに超サイヤ人ブルーにならず、平常時の状態や超サイヤ人を使い分けブロリーを翻弄した。ブロリーはゴジータの強さに焦りを感じフルパワー状態に変身するが、その姿を見たゴジータは、対抗するため超サイヤ人ブルーに変身、ブロリーを圧倒的な強さで追い詰めていく。ゴジータは渾身の力を込めたかめはめ波で決着を着けようとするも、チライがドラゴンボールを使用し、ブロリーを元いた惑星バンパに強制帰還させて攻撃を免れ、その後、ドラゴンボールを勝手に使ったチライたちを始末しようとするフリーザを止め、戦いを終わらせた。

### ドラゴンボールGT
第60話で登場。邪悪龍たちの親玉の超一星龍（スーパーイーシンロン）を倒すために、ベジータから戦いの最後の切り札としてフュージョンを持ち掛けられ、超サイヤ人4に変身した悟空とベジータの2人がフュージョンした姿の超サイヤ人4ゴジータが登場した。超サイヤ人4の状態の悟空とベジータとは異なり、髪の毛の色は赤、体毛の色は茶色となっている。劇場版アニメ第15作目の寡黙で冷静沈着な性格だったゴジータとは大きく異なり、宇宙最強の強さを持ってしまったゆえゴテンクスのような挑発的な性格とふざけた態度が強調されており、これが災いして結果、フュージョンをしていられる時間内に超一星龍を倒しそびれたが、超サイヤ人4の状態でフュージョンをすると激しくパワーを使うため、10分で元に戻るからである。能力は圧倒的な戦闘力の他に、5人に分身したり、クラッカーを出したりと、普段の2人には使えない不思議な技も使用した。体内に自然のあるべき姿の力「プラスエネルギー」を持ち、マイナスエネルギーを中和できるため、超一星龍が放った「マイナスエネルギーパワーボール」を逆に利用し、マイナスエネルギーによって汚染された地球を浄化した。
超一星龍を子供扱いするほどの圧倒的な力を見せたが、その力に酔いしれ遊び過ぎたために、あと一歩というところで融合が解ける。その後、悟空とベジータの2人は再びフュージョンをしようと試みるが、超一星龍の妨害とエネルギー不足で再びフュージョンをすることが不可能となる。またベジータが通常時にフュージョンをしてから超サイヤ人4に変身することも悟空に提案したが、悟空は子供の姿で、体格に差が生じるため実現しなかった。
超一星龍を指1本で十分と豪語する実力は、超サイヤ人4の悟空とベジータを遥かに凌駕する力を持っており、「全銀河、全次元を通じても、おそらくの最強のパワーを持った戦士のはずだ!!」と評されている。

## ゴジータの技
ほとんどの技の名前はゲームより。基本的には悟空とベジータの技を使うが、2人にはないオリジナルの技も使用する。
ソウルパニッシャー / スターダストブレイカー / 虹色のエネルギー弾
劇場版アニメ第15作目にて初使用。手の平に虹色の光を帯びた小さな気の塊を発生させ相手に向かって投げつける。この技でジャネンバを撃破した。
劇場版アニメ第20作目でもこの技を使用した。この時には第15作目と違い、炸裂と同時に大きな火柱が立っていた。ゲームによっては超サイヤ人4の状態でも使用可能。
ゲーム『ドラゴンボールZ ドッカンバトル』においてはソウルパニッシャーが劇場版アニメ第15作目の方のゴジータが放つ際の名称となっており、スターダストブレイカーは劇場版アニメ第20作目の方のゴジータが放つ際の名称となっている。
ソウルストライク
ゲームにて使用。ゲームによっては超サイヤ人4の状態でも使用可能。膝蹴りの連打から、強烈なかかと落としのコンビネーションを決める。
劇場版アニメ第15作目でもジャネンバに対して膝蹴りの連打からサマーソルトキックを浴びせており、ゲームとは微妙に動作が違う。
スターダストフォール / スターダストエクスプロージョン / エネルギー弾
劇場版アニメ第20作目にて初使用。
超サイヤ人に変身したゴジータが上空に飛翔し、上空から強力な光弾を星くずのように降らす（この光景をテレビ解説音声では「エネルギー弾が雨のように降り注ぐ」と解説されている）。この技でブロリーを怯ませた。
技の名前はゲーム『ドラゴンボールZ ドッカンバトル』より。また『スーパードラゴンボールヒーローズ』にも「スターダストエクスプロージョン」として同様の技が登場している。
メテオエクスプロージョン
劇場版アニメ第20作目にて初使用。拳を通じて相手の体に気を叩き込んだ後、光の奔流とともに一気に爆発させる。
技の名前は『ドラゴンボール ファイターズ』より。
瞬間移動
劇場版アニメ第20作目にて初使用。
悟空が使う技で、悟空と同様に額に指を当てて使用した。
かめはめ波
劇場版アニメ第20作目にて2回使用。
1回目は超サイヤ人の状態で使用し、ブロリーの気攻波とぶつかり合い異次元の空間を生み出した。
2回目は超サイヤ人ブルーの状態でブロリーと決着をつけるために使用した。2回目に使用したかめはめ波は『ドッカンバトル』では究極のかめはめ波という名称が付けられている。
ビッグバンかめはめ波
『ドラゴンボールGT』第60話にて初使用。ゲームでは超サイヤ人の状態でも使用可能。悟空の技「超かめはめ波」とベジータの技「ビッグ・バン・アタック」の融合技。
従来の「かめはめ波」と違い、両手を前に出してから気を溜めて放つ。超一星龍を倒す直前まで追い詰めた。
100倍ビッグバンかめはめ波
超サイヤ人4のゴジータがゲームで使用する。「ビッグバンかめはめ波」の威力を文字通り100倍にした究極技。
ブラフかめはめ波
技の名前はゲームより。『GT』にて初使用。かめはめ波を撃つと見せかけて、クラッカーを破裂させる。
ギャリック砲
ゲームのみで使用。
ファイナルフラッシュ
ゲームのみで使用。
クイックウルトラボール
ゲームオリジナル。体中から気光弾を発射する。
ウルトラスーパードーナッツ
ゲームオリジナル。ゴテンクスの「連続スーパードーナッツ」のようなリング状の光線で相手を拘束するのではなく、相手にぶつけてダメージを与える。
ウルトラビッグバンかめはめ波
『ドラゴンボールヒーローズ』のオリジナル技。超サイヤ人4のゴジータが使用する。『ドラゴンボールZ ドッカンバトル』では「超サイヤ人4孫悟空&超サイヤ4ベジータ」からフュージョンしたゴジータ4のアクティブ必殺技として登場した。
ゴッドビッグバンかめはめ波
『スーパードラゴンボールヒーローズ』のオリジナル技。超サイヤ人ゴッド超サイヤ人（以降超サイヤ人ブルー）のゴジータが使う。
瞬迅一閃
『スーパードラゴンボールヒーローズ』のオリジナル技。ゴジータ：BRが通常状態時および超サイヤ人の状態で使用する。瞬時に背後に回り込み、強烈な攻撃を加えたあと、相手を蹴り飛ばす。
疾風迅閃
『スーパードラゴンボールヒーローズ』のオリジナル技。ゴジータ：GTが超サイヤ人4の状態で使用する。瞬時に背後に回り込み、蹴り飛ばしたあと、ビーム状の気弾で攻撃する。
アトミックかめはめ波
『スーパードラゴンボールヒーローズ』のオリジナル技。ゴジータ：ゼノが超サイヤ人4の状態で使用する。
ソウルジャッジメント
『スーパードラゴンボールヒーローズ』のオリジナル技。ゴジータ：ゼノが超サイヤ人4：界王拳の状態で使用する。瞬時に攻撃を加えて背後に回り込んだ後、劇場版『復活のフュージョン!!』にてゴジータが使用した膝蹴り後に衝撃波をまとった攻撃を行う。
ソウルブレイカー
『スーパードラゴンボールヒーローズ』のオリジナル技。ゴジータ：ゼノが超サイヤ人4の状態で使用する。ソウルブレイカー / ソウルパニッシャーよりもやや大きい光弾を放ち、スターダストフォール / スターダストエクスプロージョンのような衝撃を与えて攻撃する。
疾風迅雷かめはめ波
『スーパードラゴンボールヒーローズ』のオリジナル技。ゴジータ：UMが超サイヤ人ブルーの状態で使用する。気を開放して目にも留まらぬ連撃を加えたあと、かめはめ波で攻撃する。
ゴッドメテオストライク
『スーパードラゴンボールヒーローズ』に登場。ゴジータ：BMがSSGSS：進化の状態で使用する。劇場版第20作目『ドラゴンボール超 ブロリー』にてブロリーに対して使用した攻撃で、気を開放し、連撃を加えて上段蹴りを加え、怯んだところを強烈な一撃を与える。
ソウルバースト
『スーパードラゴンボールヒーローズ』のオリジナル技。ゴジータ：ゼノが超サイヤ人4：限界突破の状態で使用する。両手をかざして気を開放し、2発の気弾で攻撃する。劇場版第20作目『ドラゴンボール超 ブロリー』にてゴジータブルーが使用していた攻撃に類似している。
アルティメットパニッシャー
『スーパードラゴンボールヒーローズ』のオリジナル技。ゴジータが超サイヤ人4の状態で使用する。相手を閃光で吹き飛ばした後顔に肘打ちを食らわせ、蹴り飛ばし、最後にソウルパニッシャーでとどめを刺す。最後を除いて一連の流れは『ドラゴンボールGT』にて実際に登場したものである。
ビッグバンかめはめ波・リミットブレイク
『スーパードラゴンボールヒーローズ』のオリジナル技。ゴジータ：ゼノが超フルパワーサイヤ人4・限界突破の状態で使用する。気を開放して特大のビッグバンかめはめ波で攻撃する。アニメ『ドラゴンボールGT』で超一星龍戦で使用したものに加え（セリフ含む）、ゲーム『ドラゴンボールZ3』で登場した宇宙空間までビームが伸びる演出をオマージュしている。
スターダストライジング
『スーパードラゴンボールヒーローズ』に登場。ゴジータ：ゼノが超フルパワーサイヤ人4・限界突破の状態で使用する。劇場版第20作目『ドラゴンボール超 ブロリー』にてゴジータブルーが使用していた攻撃で、腹部にパンチを加えたあと蹴り飛ばし、無数の気功波で攻撃する。
ゴッドパニッシャー
『スーパードラゴンボールヒーローズ』に登場。ゴジータ：BRが超サイヤ人ゴッド超サイヤ人の状態で使用する。劇場版第20作目『ドラゴンボール超 ブロリー』にてブロリーに対して使用した攻撃で、蹴りを加えてから腹部を殴打したあと、ソウルパニッシャーでとどめを刺す。
ギャリックかめはめ波
『ドラゴンボールフュージョンズ』のオリジナル技。超サイヤ人のゴジータが使う。
エクシードブレイザー
『ドラゴンボールZ ドッカンバトル』のオリジナル技。超サイヤ人ブルーのゴジータが使う。腕を交差した後に右手に黄色い気弾、左手に青い気弾を上に掲げ、融合して放つ。

### 変身
超サイヤ人
超サイヤ人3に変身した悟空ですらも敵わなかったジャネンバを圧倒する。劇場版『ブロリー』でも超サイヤ人のブロリーに対抗するため、この形態に変身した。
成功した際には既に超サイヤ人の状態に変身した状態で現れたため、通常時では登場していなかったが、劇場版『ブロリー』では失敗時を含めて通常時の黒髪の状態でも登場している。
超サイヤ人4
お互い超サイヤ人4の状態でフュージョンを行ったことで変身を果たす。超一星龍を軽々とあしらうほどの戦闘力を持つ。
超サイヤ人ブルー
超サイヤ人フルパワーへとパワーアップしたブロリーに対抗するために変身した姿。ブロリーを完膚なきまでに圧倒し、ウイスも絶賛するほどの超パワーを持つ。

## ゲームでのゴジータ
ゲームでの初登場は1995年にバンダイから発売されたPlayStation専用のゲームソフト『ドラゴンボールZ Ultimate Battle 22』。基本的にどの作品でも隠しキャラクターとして登場する。『ドラゴンボールGT』に登場した時のゴジータは一部ゲームで「ゴジータ：GT」という名称になっているほか、映画『ブロリー』に登場した時のゴジータは『スーパードラゴンボールヒーローズ』では「ゴジータ：BR」表記であり、『ドラゴンボール ゼノバース2』では「ゴジータ（DB超）」表記となっている。
2005年にバンダイから発売されたPlayStation 2専用のゲームソフト『ドラゴンボールZ3』では、超サイヤ人4のゴジータも登場。超サイヤ人4のゴジータに融合する際にはコマンドを入力する必要がなく、必ず成功するが、なっていられる時間が非常に短い。オリジナルストーリーとして、ゴテンクスに挑戦状を叩きつけられるストーリーがある。
2009年に発売されたPlayStation 3とXbox 360用のゲームソフト『ドラゴンボール レイジングブラスト』では、ベジットとゴジータの2人が、どちらが強いのか勝負するというオリジナルストーリーが登場。ベジットに勝利した際に彼から再戦を申し込まれるが、再びフュージョンしなければならない欠点を指摘されていた。
2010年に稼働を開始したトレーディングカードアーケードゲーム『ドラゴンボールヒーローズ』では、超サイヤ人2と超サイヤ人3のゴジータが登場しており、PVアニメーションでは超サイヤ人2のゴジータが登場し、魔人ブウと戦う。その後、ゴッドミッションにおいて超サイヤ人4のゴジータも登場した。
2016年11月17日より稼働開始した『スーパードラゴンボールヒーローズ』では、“ゼノ”と呼ばれる本作オリジナルの異世界のゴジータも登場する（ゴジータ：ゼノと表記される）。劇場版アニメや他のゲーム作品とは違い衣装のデザインが異なっている。また、超サイヤ人4のゴジータ：ゼノも登場する。そのほかユニバースミッションではゴジータ：UMが、ビッグバンミッションではゴジータ：BMが登場している。
『ドラゴンボールZドッカンバトル』では、劇場アニメや『GT』から各ゴジータが全て登場している。同作でのゴジータの名称はそれぞれ異なっており、劇場版第15作『復活のフュージョン!!悟空とベジータ』では、超ゴジータ、『ドラゴンボールGT』では超サイヤ人4ゴジータ、『ブロリー』では通常形態のゴジータ、超サイヤ人形態の超サイヤ人ゴジータ、超サイヤ人ブルー形態の超サイヤ人ゴッドSSゴジータに分けられている。

## 補足
- 原作では悟空とベジータの2人がポタラで合体した姿のベジットが登場[注 4]。これは「フュージョンでの合体は劇場版で既にやっているから」との理由による[9]。原作の魔人ブウ編でも悟空がベジータに対しフュージョンを持ちかけるシーンがあるが、ベジータはこれを拒否した[10]。
- 劇場版第15作『ドラゴンボールZ 復活のフュージョン!!悟空とベジータ』では、痩せ型のベクウの登場も予定されていた。「ゴジータが登場した際に、ジャネンバが手の平に小さな悟空とベジータを作り出しフュージョンさせるが失敗する」という内容だったが、そのシーン自体がカットされたために未登場となった[11]。『ドラゴンボール』のカードダスには、こちらの痩せ型のベクウのカードがある。映画『ブロリー』では痩せ型のベクウも登場している。
- 劇場版第15作『復活のフュージョン!!悟空とベジータ』本編でのゴジータの登場シーンは常に超サイヤ人に変身した状態であり、後のゲーム作品やメディア展開でも超サイヤ人に変身した状態のみが登場している。ゴテンクスやベジットと異なり、超サイヤ人に変身する前の通常の状態（黒髪）のゴジータは作品中で一度も登場したことがない。2012年9月下旬に発売されたカプセルトイの『ドラゴンボール改 アルティメットディフォルメマスコット5』で初めて通常の状態のゴジータが商品化された。劇場版第20作『ドラゴンボール超 ブロリー』では、初めて通常の状態のゴジータが登場した。